# Arkadiusz Wojtas
Arkadiusz Wojtas (Pszczółki, Voivodat de Pomerània, 29 d'octubre de 1977) va ser un ciclista polonès, professional del 1998 al 2006.

## Palmarès
- 2000
  - 1r al Gran Premi Ringerike i vencedor d'una etapa
  - 1r a la Cursa de la Solidaritat Olímpica[1]
  - Vencedor d'una etapa a la Cursa de la Pau
- 2002
  - Vencedor d'una etapa al Tour de Normandia
- 2004
  - 1r a la Copa dels Carpats